# بودها
بودها (بالسنسكريتية: बुध)‏ و(بالإنجليزية: Budha)‏، هي كلمة سنسكريتية تشير إلى كوكب عطارد. بودها، في الأساطير الهندوسية، هو أيضًا إله. ويُعرف أيضًا باسم سوميا [الإنجليزية] (सौम्य، أي: ابن القمر). وهو واحد من النافاغرها، الكواكب التسعة.

## سيرته
يظهر بودها كإله في النصوص الهندية، غالبًا باعتباره ابن سوما (إله القمر، المعروف أيضًا باسم شاندرا) وتارا [الإنجليزية] (زوجة برهاسباتي، إله المشتري). ويوصف بأنه ابن الإلهة روهيني [الإنجليزية] (ابنة داكشا) والإله شاندرا.